# Aleister Crowley
Aleister Crowley, născut Edward Alexander Crowley - Aleister fiind varianta galică a numelui Alexander, (n. 12 octombrie 1875, Royal Leamington Spa, Anglia, Regatul Unit al Marii Britanii și Irlandei – d. 1 decembrie 1946, Hastings, Anglia, Regatul Unit), a fost un ocultist, ezoterist, magician ceremonial, poet, scriitor, yoghin și alpinist britanic. Membru influent în organizațiile oculte Golden Dawn, Astrum Argento și Ordo Templi Orientis, el este renumit astăzi pentru scrierile sale oculte, în special pentru The Book of the Law (Cartea Legii), textul pe care se bazează întreaga filosofie fondată de acesta, Thelema, ce pune liberul arbitru în prim-planul existenței umane. Și-a câștigat notorietatea în timpul vieții și a fost supranumit „Cel mai păcătos om din lume”.
Printre pasiunile lui s-au mai numărat și șahul, pictura, astrologia. Se știe de asemenea că era bisexual - el însuși recunoscând acest fapt: 
„ Au fost cam patru bărbați în viața mea pe care pot spune că i-am iubit... Ați putea să mă considerați homosexual, dar nu am aceleași sentimente față de femei. O femeie se poate înlocui cu o alta în câteva zile.”—The Confessions of Aleister Crowley
A experimentat consumul de droguri, toate acestea stând sub pecetea hedonismului și așa numitei căutări spirituale.

## Biografie

### Anii copilăriei: 1875–1894
Aleister Crowley s-a născut în Leamington Spa, Warwickshire, Anglia, între 11:00pm și miezul nopții, pe 12 octombrie 1875.
Tatăl lui era inginer, însă nu a profesat niciodată. Atunci când s-a născut Aleister, ieșise deja la pensie, fiind deținătorul unor acțiuni dintr-o berărie. Mai târziu, fiind de religie Quaker, a devenit predicator, călătorind prin Anglia și producând pamflete. Mama lui, Emily Bertha Bishop provenea dintr-o familie ce-și trăgea rădăcinile din Devon și Somerset. Ambii lui părinți făceau parte din Frăția Exclusivă, o ramură a Frăției Plymouth, grupare fundamentalistă creștină.
Aleister a crescut într-un mediu "steril", izolat și protejat de lume. Copiii cu care avea voie să se joace făceau parte din familii membre ale Frăției Exclusiviste. La ordinea zilei, însă, erau studiul Bibliei și lecțiile pe care le primea în particular.
La data de 29 februarie 1880, mama lui a adus pe lume o fetiță: Grace Mary Elizabeth, care s-a stins din viață după doar cinci ore. "Alick" a considerat această întâmplare ca fiind doar un mic inconvenient în calea desfășurării unei zile normale (relatată la persoana a treia în jurnalul său de la acea vreme). 7 ani mai târziu, pe 5 martie, tatăl lui moare de cancer de limbă, înmormântarea lui fiind singura la care Alick a participat în decursul vieții sale. În acest punct, Alick, devenind conștient de noul său rol în cadrul familiei, își acceptă individualitatea și începe să scrie un nou jurnal: "Mărturisiri" - de data aceasta la persoana întâi.
După moartea tatălui său, învățămintele religioase și-au pierdut atractivitatea, încercările mamei de a-i menține credința devenind un accelerator al scepticismului lui Aleister - fapt ce a determinat-o să-l numească pe acesta "Fiara" (din Cartea Apocalipsei). Nemulțumirea lui avea legătură cu dogma creștină, care eticheta ceea ce el considera mai important în viață, ca fiind "păcate".

### Universitatea Cambridge: 1895–1897
În 1895 s-a dus la Colegiul Trinity din Cambridge, după ce a studiat la școlile private Malvern College, Eastbourne College și Tonbridge College. Inițial el avusese intenția să-și aprofundeze cunoștințele în domeniul științelor morale (filosofie), însă, cu aprobarea tutorelui personal, s-a îndreptat spre literatura engleză (care la acel moment nu făcea încă parte din curriculum-ul oferit). A fost fericit cei trei ani petrecuți la Cambridge, acest lucru fiind posibil și datorită moștenirii considerabile lăsată de tatăl său.
În acest interval a rupt legăturile cu Biserica Anglicană, chiar dacă nu oficial, ci mai mult la nivel personal:
„ Biserica Anglicană [...] părea o tiranie îngustă, la fel de detestabilă ca cea a Frăției Plymouth; mai puțin logică și mult mai ipocrită. Când mi-am dat seama că mersul la biserică e ca un reflex pentru majoritatea oamenilor, am ripostat imediat. Am fost mustrat de către vicar pentru că nu am mers la slujbe, ceea ce cu siguranță nici nu avea să se întâmple, deoarece ar fi însemnat să mă scol foarte devreme. M-am scuzat, aducând ca argument faptul că am fost crescut în cadrul Frăției. Vicarul m-a rugat să mă duc din când în când să-l văd, ca să mai discutăm problema, iar eu am avut tupeul să-i scriu că 'Sămânța plantată de tatăl meu, udată cu lacrimile mamei mele s-ar dovedi prea rezistentă pentru a putea fi dezrădăcinată chiar și de un om cu asemenea elocvență și erudiție.' The Confessions of Aleister Crowley”
În decembrie 1896, în urma unui eveniment pe care l-a descris în termeni criptici în timpul unei vacanțe la Stockholm, Crowley a hotărât să urmeze calea ocultismului și a misticismului.

## Golden Dawn: 1898–1899

Rose Croix - Roza-Cruce a Ordinului Zorii Aurii.

În martie 1898, Crowley a început să adune literatură despre științele oculte. Arthur Edward Waite și Karl von Eckartshausen au fost printre primii autori cițiți. În paralel, a publicat primul său poem, Aceldama: A Place to Bury Strangers In.
În august 1898, Crowley a fost în Zermatt, Elveția, unde s-a întâlnit cu chimistul Julian L. Baker, cei doi discutând despre interesul lor comun în alchimie. La întoarcerea lor în Anglia, Baker l-a prezentat pe Crowley lui George Cecil Jones, un membru al societății oculte cunoscute sub numele de Ordinul Hermetic al Zorilor Aurii, care a fost fondată în anul 1888. Crowley a fost, ulterior, inițiat în acest Ordin la 18 noiembrie 1898 de către liderul grupului, Samuel Liddell MacGregor Mathers (1854-1918). Ceremonia în sine a avut loc la Mark Masons Hall din Londra, unde Crowley a acceptat motto-ul său și numele magic de "Frater Perdurabo", un termen latin cu sensul de "Voi îndura până la sfârșit".

## Dezvoltarea filosofieiThelema

### Egipt șiThe Book of the Law: 1904
Pe când se afla în Cairo, Crowley a început să invoce zeii religiei și misteriilor egiptene, împreună cu soția sa. Aceasta a intrat într-o stare de transă de câteva ori, fiind contactată de anumite entități oculte, în scopul de a-l anunța pe Crowley de misiunea ce ar fi urmat să îi fie încredințată. După mai multe testări, Crowley a aflat că era vorba de Ra-Hoor-Khuit, o manifestare a lui Horus. De asemenea, Aiwass, un mesager de-al lui Horus și îngerul păzitor (ori alter ego-ul lui Crowley) i s-a adresat acestuia, transmițându-i pe parcursul a trei zile și prin scriere automată Liber Al Vel Legis, cartea legii noului Eon, conform filozofiei Thelemite.